# Kyselina betulinová

Kyselina betulinová

Kyselina betulinová (celým názvem 3β-hydroxylup-20(29)-en-28-ová kyselina) patří (stejně jako příbuzný betulin) do široké skupiny v přírodě hojně rozšířených triterpenů. Kyselina betulinová je v čistém stavu netečná, bílá, krystalická látka, nerozpustná ve vodě. V přírodě se nachází v mnoha zdrojích, např. v bříze (lat. betula; odtud název), v rostlině konitrudu lékařském (Gratiola officinalis), jujubě čínské (Ziziphus mauritiana) nebo též v borce platanu (Platanus). Již od 90. let minulého století je tato látka intenzivně studována pro své protinádorové a nověji též anti-HIV účinky.[zdroj?]